# Damjan Robev
Damjan Robev (in macedone Дамјан Робев?; Skopje, 10 aprile 1997) è un cestista macedone.

## Statistiche

### Nazionale
| Cronologia completa delle presenze e dei punti in Nazionale - Macedonia del Nord | Cronologia completa delle presenze e dei punti in Nazionale - Macedonia del Nord | Cronologia completa delle presenze e dei punti in Nazionale - Macedonia del Nord | Cronologia completa delle presenze e dei punti in Nazionale - Macedonia del Nord | Cronologia completa delle presenze e dei punti in Nazionale - Macedonia del Nord | Cronologia completa delle presenze e dei punti in Nazionale - Macedonia del Nord | Cronologia completa delle presenze e dei punti in Nazionale - Macedonia del Nord | Cronologia completa delle presenze e dei punti in Nazionale - Macedonia del Nord |
| Data                                                                             | Città                                                                            | In casa                                                                          | Risultato                                                                        | Ospiti                                                                           | Competizione                                                                     | Punti                                                                            | Note                                                                             |
| -------------------------------------------------------------------------------- | -------------------------------------------------------------------------------- | -------------------------------------------------------------------------------- | -------------------------------------------------------------------------------- | -------------------------------------------------------------------------------- | -------------------------------------------------------------------------------- | -------------------------------------------------------------------------------- | -------------------------------------------------------------------------------- |
| 18/02/2021                                                                       | Perm'                                                                            | Italia                                                                           | 92 - 84                                                                          | Macedonia del Nord                                                               | Qual. Euro 2022                                                                  | 0                                                                                | [ 1 ]                                                                            |
| 19/02/2021                                                                       | Perm'                                                                            | Macedonia del Nord                                                               | 77 - 94                                                                          | Russia                                                                           | Qual. Euro 2022                                                                  | 0                                                                                | [ 2 ]                                                                            |
| 12/08/2021                                                                       | Skopje                                                                           | Macedonia del Nord                                                               | 62 - 67                                                                          | Svizzera                                                                         | Qual. Mondiali 2023                                                              | 3                                                                                | [ 3 ]                                                                            |
| 14/08/2021                                                                       | Skopje                                                                           | Slovacchia                                                                       | 47 - 69                                                                          | Macedonia del Nord                                                               | Qual. Mondiali 2023                                                              | 0                                                                                | [ 4 ]                                                                            |
| 16/08/2021                                                                       | Skopje                                                                           | Svizzera                                                                         | 61 - 67                                                                          | Macedonia del Nord                                                               | Qual. Mondiali 2023                                                              | 7                                                                                | [ 5 ]                                                                            |
| 26/11/2021                                                                       | Skopje                                                                           | Macedonia del Nord                                                               | 65 - 94                                                                          | Spagna                                                                           | Qual. Mondiali 2023                                                              | 9                                                                                | [ 6 ]                                                                            |
| 29/11/2021                                                                       | Kiev                                                                             | Ucraina                                                                          | 78 - 61                                                                          | Macedonia del Nord                                                               | Qual. Mondiali 2023                                                              | 4                                                                                | [ 7 ]                                                                            |
| 24/02/2022                                                                       | Tbilisi                                                                          | Georgia                                                                          | 91 - 70                                                                          | Macedonia del Nord                                                               | Qual. Mondiali 2023                                                              | 13                                                                               | [ 8 ]                                                                            |
| 27/02/2022                                                                       | Skopje                                                                           | Macedonia del Nord                                                               | 65 - 79                                                                          | Georgia                                                                          | Qual. Mondiali 2023                                                              | 0                                                                                | [ 9 ]                                                                            |
| 01/07/2022                                                                       | Saragozza                                                                        | Spagna                                                                           | 80 - 44                                                                          | Macedonia del Nord                                                               | Qual. Mondiali 2023                                                              | 2                                                                                | [ 10 ]                                                                           |
| 04/07/2022                                                                       | Skopje                                                                           | Macedonia del Nord                                                               | 68 - 73                                                                          | Ucraina                                                                          | Qual. Mondiali 2023                                                              | 2                                                                                | [ 11 ]                                                                           |
| 25/08/2022                                                                       | Næstved                                                                          | Danimarca                                                                        | 70 - 73                                                                          | Macedonia del Nord                                                               | Qual. Euro 2025                                                                  | 4                                                                                | [ 12 ]                                                                           |
| 28/08/2022                                                                       | Skopje                                                                           | Macedonia del Nord                                                               | 79 - 75                                                                          | Slovacchia                                                                       | Qual. Euro 2025                                                                  | 7                                                                                | [ 13 ]                                                                           |
| 10/11/2022                                                                       | Gevgelija                                                                        | Macedonia del Nord                                                               | 58 - 36                                                                          | Norvegia                                                                         | Qual. Euro 2025                                                                  | 3                                                                                | [ 14 ]                                                                           |
| 13/11/2022                                                                       | Gevgelija                                                                        | Macedonia del Nord                                                               | 74 - 71                                                                          | Danimarca                                                                        | Qual. Euro 2025                                                                  | 0                                                                                | [ 15 ]                                                                           |
| 23/02/2023                                                                       | Levice                                                                           | Slovacchia                                                                       | 82 - 73                                                                          | Macedonia del Nord                                                               | Qual. Euro 2025                                                                  | 3                                                                                | [ 16 ]                                                                           |
| 26/02/2023                                                                       | Oslo                                                                             | Norvegia                                                                         | 41 - 79                                                                          | Macedonia del Nord                                                               | Qual. Euro 2025                                                                  | 0                                                                                | [ 17 ]                                                                           |
| 12/08/2023                                                                       | Tallinn                                                                          | Macedonia del Nord                                                               | 65 - 86                                                                          | Israele                                                                          | Qual. Olimpiadi 2024                                                             | 7                                                                                | [ 18 ]                                                                           |
| 15/08/2023                                                                       | Tallinn                                                                          | Rep. Ceca                                                                        | 94 - 82                                                                          | Macedonia del Nord                                                               | Qual. Olimpiadi 2024                                                             | 5                                                                                | [ 19 ]                                                                           |
| 23/02/2024                                                                       | Skopje                                                                           | Macedonia del Nord                                                               | 69 - 74                                                                          | Estonia                                                                          | Qual. Euro 2025                                                                  | 0                                                                                | [ 20 ]                                                                           |
| 26/02/2024                                                                       | Sosnowiec                                                                        | Polonia                                                                          | 71 - 96                                                                          | Macedonia del Nord                                                               | Qual. Euro 2025                                                                  | 0                                                                                | [ 21 ]                                                                           |
| 21/11/2024                                                                       | Skopje                                                                           | Macedonia del Nord                                                               | 67 - 82                                                                          | Lituania                                                                         | Qual. Euro 2025                                                                  | 0                                                                                | [ 22 ]                                                                           |
| 24/11/2024                                                                       | Klaipėda                                                                         | Lituania                                                                         | 94 - 72                                                                          | Macedonia del Nord                                                               | Qual. Euro 2025                                                                  | 0                                                                                | [ 23 ]                                                                           |
| 21/02/2025                                                                       | Tallinn                                                                          | Estonia                                                                          | 84 - 65                                                                          | Macedonia del Nord                                                               | Qual. Euro 2025                                                                  | 4                                                                                | [ 24 ]                                                                           |
| 24/02/2025                                                                       | Skopje                                                                           | Macedonia del Nord                                                               | 88 - 74                                                                          | Polonia                                                                          | Qual. Euro 2025                                                                  | 3                                                                                | [ 25 ]                                                                           |
| Totale                                                                           |                                                                                  | Presenze                                                                         | 25                                                                               |                                                                                  | Punti                                                                            | 76                                                                               |                                                                                  |

## Palmarès

### Squadra
- Campionato macedone: 3

MZT Skopje: 2021-2022, 2022-2023, 2023-2024
- Coppa di Macedonia: 2

MZT Skopje: 2023, 2024

### Individuale
- MVP Coppa di Macedonia: 1

MZT Skopje: 2024